# اردال چلیک
اردال چلیک (انگلیسی: Erdal Çelik؛ زادهٔ ۱ ژانویهٔ ۱۹۸۸) بازیکن فوتبال اهل ترکیه است.
از باشگاه‌هایی که در آن بازی کرده‌است می‌توان به باشگاه فوتبال بوکاسپور، باشگاه فوتبال آلمانیا آخن، باشگاه فوتبال سومقاییت، و باشگاه فوتبال روت وایس اهلن اشاره کرد.